# Lyle Moffat
Lyle Gordon Moffat (* 19. März 1948 in Calgary, Alberta) ist ein ehemaliger kanadischer Eishockeyspieler, -trainer und -funktionär, der im Verlauf seiner aktiven Karriere zwischen 1966 und 1981 unter anderem 325 Spiele für die Cleveland Crusaders und Winnipeg Jets in der World Hockey Association (WHA) sowie 97 weitere Partien für die Toronto Maple Leafs und ebenfalls Winnipeg Jets in der National Hockey League (NHL) auf der Position des linken Flügelstürmers bestritten hat. In Diensten der Winnipeg Jets gewann Moffat zwischen 1976 und 1979 insgesamt dreimal die Avco World Trophy der WHA.

## Karriere
Moffat spielte während seiner Juniorenzeit in der Saison 1966/67 zunächst in der Canadian Major Junior Hockey League (CMJHL), wo er für die Calgary Buffaloes aus seiner Geburtsstadt Calgary aufs Eis ging. Nachdem er dort in seinem ersten Jahr in 56 Spielen 63 Scorerpunkte erzielt hatte, wurde ihm ein Stipendium der Michigan Technological University angeboten. Das Studium schloss er nach vier Jahren im Jahr 1971 mit dem Bachelor of Business Administration ab. Parallel zu seinem Studium gehörte er ab dem Spieljahr 1968/69 dem Eishockeyteam der Universität an. Mit diesem kämpfte der Angreifer in der Western Collegiate Hockey Association (WCHA), einer Division im Spielbetrieb der National Collegiate Athletic Association (NCAA), um Punkte. Sein letztes Collegejahr verpasste Moffat aufgrund einer Rückenverletzung komplett.
Obwohl der Stürmer in seinen vier Collegejahren effektiv nur zwei Jahre Eishockey gespielt hatte, erhielt er im September 1971 als ungedrafteter Free Agent einen Vertrag bei den Toronto Maple Leafs aus der National Hockey League (NHL). Die Maple Leafs setzten den Flügelspieler in den folgenden vier Jahren vornehmlich in ihren Farmteams in der Central Hockey League (CHL) ein. Zunächst stand Moffat zwei Jahre im Kader der Tulsa Oilers. Danach lief er ebenso lang für die Oklahoma City Blazers auf. Insbesondere in seinem zweiten Jahr bei den Tulsa Oilers wusste Moffat zu überzeugen, als er in 71 Spielen 80 Scorerpunkte sammelte und sich den CHL Leading Top Scorer Award mit Danny Gruen teilte. Seine 40 Tore waren gemeinsam mit Teamkollege Reg Bechtold ebenfalls ein Ligabestwert. Belohnt wurde er dafür mit seinem NHL-Debüt im März 1973 für Toronto. Es blieb bis zum Beginn der Spielzeit 1974/75 aber sein einziger NHL-Einsatz. Erst dann wurde er bis zum Ende des Kalenderjahres 1974 regelmäßig von den Maple Leafs eingesetzt, bevor er bis zum Saisonende wieder nach Oklahoma City geschickt wurde.
Ohne Aussicht auf ein dauerhaftes Engagement in der NHL entschied sich Moffat seinen auslaufenden Vertrag im Sommer 1975 nicht zu verlängern. Stattdessen wechselte er in die World Hockey Association (WHA), die zu dieser Zeit in Konkurrenz zur NHL stand. Dort wurde er vor der Saison 1975/76 von den Cleveland Crusaders verpflichtet, für die er bis zum Januar 1976 33 Partien bestritt. Noch im Saisonverlauf wurde der Kanadier im Tausch für Randy Legge zum Ligakonkurrenten Winnipeg Jets transferiert. Dort verbrachte er in den folgenden viereinhalb Jahren die erfolgreichste Zeit seiner Karriere. Zwischen 1976 und 1979 gewann der Offensivspieler insgesamt dreimal die Avco World Trophy mit den Jets. Zudem verblieb er auch im Team, als dieses zur Saison 1979/80 nach der Auflösung der WHA als eines von vier Franchises in die NHL aufgenommen wurde. Somit bestritt Moffat im Alter von 31 Jahren seine erste komplette NHL-Spielzeit. Nach einem weiteren Spieljahr, das er erneut in Tulsa in der CHL absolvierte, beendete er im Sommer 1981 33-jährig seine aktive Karriere.
Nach seinem Rücktritt wurde Moffat zur Saison 1981/82 für ein Jahr Cheftrainer der Kamloops Junior Oilers aus der Western Hockey League (WHL). Es folgte eine längere Pause, ehe er in der Spielzeit 1989/90 als Trainer in die WHL zurückkehrte. Kurz nach dem Saisonstart stand er für einen Monat bei den Victoria Cougars hinter der Bande, ehe er durch Gary Cunningham ersetzt wurde. Allerdings folgte noch eine weitere Amtszeit, da Cunningham nach drei Monaten seine Anstellung im Februar 1990 wieder verlor und Moffat das Team bis zum Saisonende betreute. In der Saison 1990/91 war er General Manager der Cougars.

## Erfolge und Auszeichnungen
- 1973 CHL Leading Top Scorer (gemeinsam mit Danny Gruen)
- 1976 Avco-World-Trophy-Gewinn mit den Winnipeg Jets
- 1978 Avco-World-Trophy-Gewinn mit den Winnipeg Jets
- 1979 Avco-World-Trophy-Gewinn mit den Winnipeg Jets

## Karrierestatistik
(Legende zur Spielerstatistik: Sp oder GP = absolvierte Spiele; T oder G = erzielte Tore; V oder A = erzielte Assists; Pkt oder Pts = erzielte Scorerpunkte; SM oder PIM = erhaltene Strafminuten; +/− = Plus/Minus-Bilanz; PP = erzielte Überzahltore; SH = erzielte Unterzahltore; GW = erzielte Siegtore; 1 Play-downs/Relegation; Kursiv: Statistik nicht vollständig)